# 横店西站
- 關於在车站附近并与车站旧称同名的武汉地铁车站，請見「横店站 (武汉地铁)」。
- 關於杭温高速铁路车站，請見「横店站 (浙江省)」。

横店西站，原名横店站，是一个京广铁路上的铁路车站，位于中华人民共和国湖北省武汉市黄陂区横店街道，建于1912年，目前为三等站，现由中国铁路武汉局集团武汉北车站管辖，距北京西站1177公里，距广州站1117公里。
车站客运已于2006年4月1日停办；货运整车普通货物到发，设有通往华南蓝天航空油料有限公司湖北分公司的专用线。麻武铁路曾接入该站，但在2009年武汉北站启用以后，横店跨线桥拆除，麻武线终点改为与横店站相邻的武汉北站。2024年1月10日，本站由横店站更名为横店西站。